# کوندیل
مهره استخوان که در فارسی لُقمه و در انگلیسی کوندیل/کُندیل (به انگلیسی: Condyle) نام دارد، برجستگی گردی در ناحیه انتهایی برخی از استخوان‌ها است که به‌طور معمول قسمتی از یک مفصل می‌باشد. مفصل محل و همچنین وسیله اتصال استخوان با یک یا چند استخوان دیگر است. نمونه‌هایی از لقمه‌ها در بدن شامل موارد زیر است:
- روی استخوان ران (فمور) در مفصل زانو:
  - کوندیل درونی استخوان ران
  - کوندیل بیرونی استخوان ران
- روی درشت‌نی (تیبیا) در مفصل زانو:
  - کوندیل درونی درشت‌نی
  - کوندیل بیرونی درشت‌نی

کوندیل بر روی استخوان آرواره انسان در مفصل فکی گیجگاهی
- کوندیل آرواره‌ای

کوندیل بر روی استخوان پس‌سری در مفصل اطلس پس‌سری (به انگلیسی: Hemiacetal)
- کوندیل پس‌سری

برخی از اجزای بعضی از استخوان‌ها گرچه کارکردی مشابه با کوندیل دارند، اما به عنوان کوندیل نامیده نمی‌شوند. مانند، قرقره استخوان بازو (به انگلیسی: Trochlea of humerus) و سر استخوان بازو (به انگلیسی: Capitulum of the humerus) در مفصل آرنج یا سر استخوان ران (به انگلیسی: Femoral head) در مفصل ران.